# Putzbrunn
Putzbrunn – miejscowość i gmina w Niemczech, w kraju związkowym Bawaria, w rejencji Górna Bawaria, w regionie Monachium, w powiecie Monachium. Leży około 12 km na południowy wschód od centrum Monachium, przy autostradzie A99 i drodze B471.

## Dzielnice
W skład gminy wchodzą cztery dzielnice: Oedenstockach, Putzbrunn, Solalinden i Waldkolonie.

## Demografia
Dane o ludności z 31 grudnia 2008:
| Opis                                | Ogółem | Ogółem | Kobiety | Kobiety | Mężczyźni | Mężczyźni |
| ----------------------------------- | ------ | ------ | ------- | ------- | --------- | --------- |
| Jednostka                           | osób   | %      | osób    | %       | osób      | %         |
| Populacja                           | 6001   | 100    | 3052    | 50,86   | 2949      | 49,14     |
| Wiek przedprodukcyjny (0–17 lat)    | 1044   | 17,4   | 517     | 8,62    | 527       | 8,78      |
| Wiek produkcyjny (18–65 lat)        | 3870   | 64,49  | 1934    | 32,23   | 1936      | 32,26     |
| Wiek poprodukcyjny (powyżej 65 lat) | 1087   | 18,11  | 601     | 10,01   | 486       | 8,1       |

## Polityka
Wójtem gminy jest Edwin Klostermeier z SPD, rada gminy składa się z 20 osób.
|      | CSU | SPD | FWG | Zieloni | GpP | Razem |
| 2008 | 7   | 6   | 2   | 1       | 4   | 20    |
| 2002 | 9   | 4   | 2   | 1       | 4   | 20    |